# 第九十一号哨戒特務艇
第九十一号哨戒特務艇（だいきゅうじゅういちごうしょうかいとくむてい）は、日本海軍の未成特務艇（哨戒特務艇）。第一号型哨戒特務艇の39番艇。

## 艇歴
マル戦計画の特務艇、第2121号艦型の91番艇、仮称艦名第2211号艦として計画。1944年11月5日、第九十一号哨戒特務艇と命名されて第一号型哨戒特務艇の36番艇に定められ、本籍を舞鶴鎮守府と仮定。1945年4月2日、市川造船所で進水。5月25日、損傷のため特設敷設艇高千穂丸に曳航されて鳥羽へ回航。
終戦時未成。8月17日、工事中止が発令され船体工程95%で工事中止。戦後は市川造船所で繋留。
1947年2月1日、行動不能艦艇（特）に定められる。11月22日、在東京アメリカ極東海軍司令部から、本艇の漁船への改造許可が出された。その後の消息は詳らかではない。